# Zaidín
Zaidín (Saidí en Catalan) est une commune d’Espagne, dans la comarque de Baix Cinca (province de Huesca, communauté autonome d'Aragon).

## Géographie
Zaidín est une commune située dans la Frange d'Aragon, territoire où la langue prédominante est le catalan.

## Culture locale et patrimoine

### Lieux et monuments
- L'église Saint-Jean-Baptiste ;
- L'ermitage Saint-Antoine ;
- Le château.

### Personnalités liées à la commune

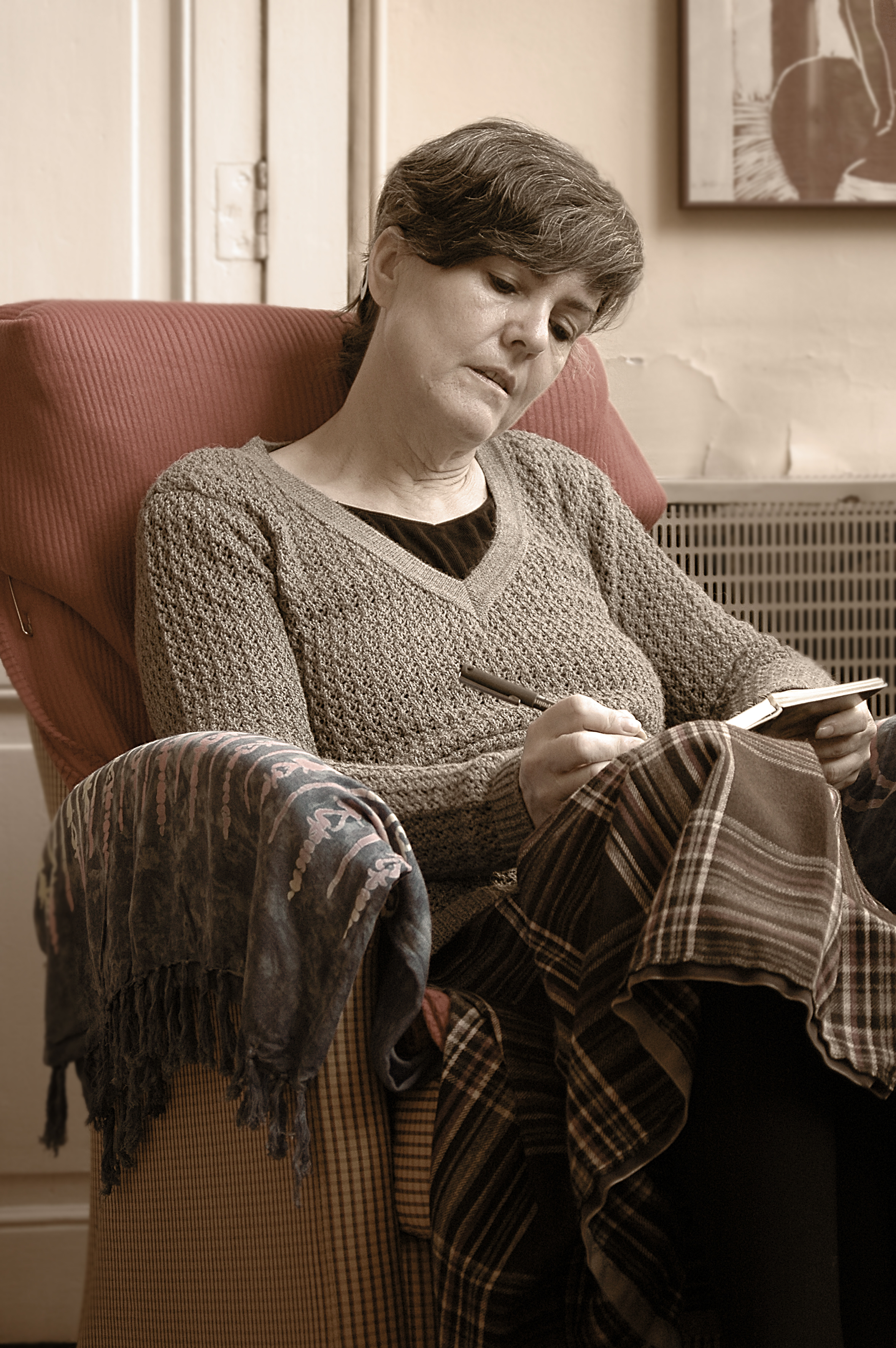
L'écrivaine Mercè Ibarz.

- Bernat Boil (entre 1440 et 1445-entre 1507 et 1509) : religieux et diplomate né à Zaidín ;
- Mercè Ibarz (1954-), écrivaine, journaliste et universitaire, née dans la ville[1].
- Francesc Serés (1972-) : écrivain né à Zaidín.